# روبر گارنیه
روبر گارنیه (به فرانسوی: Robert Garnier) شاعر و نمایش‌نامه نویس قرن شانزدهم میلادی اهل فرانسه است. 

شهرت او بیشتر برای تصنیف تراژدی است. از نمونه نمایشنامه‌های تراژدی او می‌توان پورسی (پورسیا) (به فرانسوی: Porcie)، کورنلی (به فرانسوی: Cornélie)، مارک آنتوان (به فرانسوی: Marc Antoine) و زنان یهودی (به فرانسوی: Les Juives) نام برد.